# Salpornis salvadori
El agateador moteado africano (Salpornis salvadori) es una especie de ave paseriforme de la familia Certhiidae propia de África subsahariana.

## Descripción
Mide 15 cm de longitud en promedio y pesa entre 13,5 y 16 gramos. Tiene el pico delgado y con la punta curvada hacia abajo, las alas puntiagudas, la cola corta y cuadrada y las patas con largas garras curvas. El plumaje está dominado por tonos marrón, la frente, la corona, la nuca, el dorso, las alas y la cola son de color marrón oscuro. Las plumas de las alas y la cola tienen la punta negruzca con una mancha circular blanca aproximadamente a la mitad de cada pluma que le da un efecto moteado. Las plumas del pecho, el vientre y los flancos son de color beige con bordes marrones, que dan también un efecto moteado y mimético. En los lados del pico tiene una máscara oscura que alcanza la zona auricular.

## Distribución
Se reconocen cuatro poblaciones o subespecies distintas dentro de la distribución de las especie. La subespecie nominal salvadori descrita por Bocage en 1878 se extiende en el este de Uganda, el oeste de Kenia, Tanzania, Malawi y Mozambique. La subespecie emini descrita por Hartlaub en 1884 se encuentra hacia el norte desde África occidental, incluyendo Guinea, Sierra Leona, Nigeria, hasta Camerún y Chad en el este. La subespecie erlangeri descrita por Neumann en 1907 está restringida a las tierras altas de Etiopía. La población xylodromus descrita por Clancey en 1975 se encuentra en la escarpa del Zambeze, en la meseta de Mashonaland y en Mozambique.